# 孫毓英
孫毓英（？—？），字抱真，號涵初，山西辽州（今昔阳县）人，軍籍，明朝政治人物。

## 生平
万历二十二年（1594年）甲午科山西乡试舉人，二十九年（1601年）辛丑科進士，刑部觀政，授平陆知县，三十二年降補河南按察司照磨，三十三年升岳州府推官，三十八年補永平府推官，四十年升南户部江西司主事，四十二年升员外郎，四十三年差宣课司，升郎中，四十五年出知郧阳府，值岁歉，毓英设法救荒，尤严禁抢夺，强暴斂迹。又刊劝民十二事，分布各属，士民知劝，今其词不传。四十八年累官至两淮盐运使。天启二年以大计被糾去職。

## 家族
曾祖孫鋭。祖父孫鶴，廪生。父孫孟科，庠生。